# ديبورتيفو باستو
جمعية ديبورتيفو باستو (بالإسبانية: Asociación Deportivo Pasto) أو كما يُعرف اختصارًا باسم ديبورتيفو باستو (بالإسبانية: Deportivo Pasto)، هو نادي كرة قدم كولومبي محترف يلعب في الدوري الكولومبي. تأسس ديبورتيفو باستو بتاريخ 12 أكتوبر 1949. حصل الفريق على الدوري الكولومبي مرة واحدة، وعلى المركز الثاني ثلاث مرات،.وعلى الدوري الكولومبي الدرجة الثانية مرتين. يلعب الفريق مبارياته على ملعب ليبرتي الإداري الواقع في باستو، ويتسع الملعب لحوالي 19,000 متفرج.
يقع النادي في مدينة باستو، ويقع في أقصى الجنوب الغربي من الدوري الكولومبي.

## بيانات النادي
- مواسم دوري الدرجة الأولى: 23
- مواسم دوري الدرجة الثانية: 5

## الأداء في منافسات كونميبول
| الموسم | المنافسة          | الدور     | المنافس           | ديار | خارج |
| ------ | ----------------- | --------- | ----------------- | ---- | ---- |
| 2003   | كوبا سود أمريكانا | التمهيدي  | أتلتيكو ناسيونال  | 0–0  | 1–2  |
| 2007   | كوبا ليبرتادوريس  | المجموعات | سانتوس            | 0–1  | 0–3  |
| 2007   | كوبا ليبرتادوريس  | المجموعات | جيمناسيا لابلاتا  | 0–2  | 2–3  |
| 2007   | كوبا ليبرتادوريس  | المجموعات | ديفينسور سبورتينغ | 1–2  | 0–3  |
| 2013   | كوبا سود أمريكانا | الأول     | ميلغار أريكيبا    | 3–0  | 0–2  |
| 2013   | كوبا سود أمريكانا | الثانى    | كولو-كولو         | 1–0  | 2–0  |
| 2013   | كوبا سود أمريكانا | دور 16    | بونتي بريتا       | 1–0  | 0–2  |
| 2020   | كوبا سود أمريكانا | الأول     | هواتشيباتو        |      |      |

## الملعب
- الاسم: ملعب ليبرتي الإداري  [لغات أخرى]‏
- المدينة: باستو
- السعة: 25000
- الافتتاح: 1954
- مساحة الملعب: 120 × 90 م

## اللاعبون

### التشكيلة الحالية
آخر تحديث للتشكيلة كان بتاريخ 17 ديسمبر 2020:
| الرقم | الجنسية  | المركز | الاسم           |
| ----- | -------- | ------ | --------------- |
| 1     | كولومبيا | حارس   | دييغو مارتينيز  |
| 2     | كولومبيا | مدافع  | ليوناردو أبونتي |
| 3     | كولومبيا | مدافع  | جيرسون مالاغون  |
| 4     | كولومبيا | مدافع  | مايرون كوينونيز |
| 5     | كولومبيا | مدافع  | دانيلو أربوليدا |
| 6     | كولومبيا | وسط    | دانييل روجانو   |
| 7     | كولومبيا | وسط    | كيفن ريندون     |
| 8     | كولومبيا | وسط    | كاميلو أيالا    |
| 9     | كولومبيا | مهاجم  | جيسون ميدينا    |
| 10    | كولومبيا | مهاجم  | راي فانيغاس     |
| 12    | كولومبيا | حارس   | أندريس كابيزاس  |
| 13    | كولومبيا | وسط    | برايان غوميز    |
| 14    | كولومبيا | وسط    | إيدرسون مورينو  |

| الرقم | الجنسية   | المركز | الاسم                    |
| ----- | --------- | ------ | ------------------------ |
| 17    | كولومبيا  | مدافع  | مارفن فاليسيلا           |
| 18    | كولومبيا  | وسط    | إديس إيبارغوين           |
| 20    | كولومبيا  | وسط    | إسييندير مينا            |
| 21    | كولومبيا  | مهاجم  | كارلوس دانيال هيدالغو    |
| 22    | كولومبيا  | مهاجم  | فيفر ميركادو             |
| 23    | كولومبيا  | مدافع  | كريستيان توفار           |
| 26    | كولومبيا  | مهاجم  | جون باجوي                |
| 27    | كولومبيا  | مدافع  | خوان غييرمو أربوليدا     |
| 28    | كولومبيا  | وسط    | فرانسيسكو رودريغيز       |
| 30    | كولومبيا  | وسط    | سيزار كوينتيرو           |
| 31    | كولومبيا  | حارس   | لويس إنريكي ديلغادو      |
| 32    | الأرجنتين | وسط    | كريستيان مارسيلو ألفاريز |
| –     | كولومبيا  | وسط    | يوهان كامبانيا           |

### لاعبون معارون
| الجنسية  | المركز | الاسم          | النادي المعار إليه |
| -------- | ------ | -------------- | ------------------ |
| كولومبيا | مدافع  | فابيان فيافارا | أتلتيكو جونيور     |

| الجنسية  | المركز | الاسم         | النادي المعار إليه |
| -------- | ------ | ------------- | ------------------ |
| كولومبيا | وسط    | برايهان توريس | لا إيكويداد        |

## بطولات وإنجازات الفريق
- الدوري الكولومبي (لقب وحيد) :[2]
البطل (1): 2006[3]
الوصيف (3): 2002، 2012 ، 2019
- الدوري الكولومبي الدرجة الثانية (لقبين) :
البطل (2): 1998، 2011
الوصيف (1): 2010
- كأس كولومبيا
الوصيف (2): 2009 ، 2012

## المدربين
| - كارلوس فالنسيا (1996–97) - فيليكس فالفيردي كوينيز (1998–99) - جايرو إنريكيز (2000) - كارلوس ريستريبو (2000) - فيليكس فالفيردي كوينيز (2000) - جايرو إنريكيز (2001) - هوغو كستناء (2002) - نيستور أوتيرو (1 يناير 2002–31 ديسمبر 2003) - ميغيل أوقستو برنس (2003–04) - كارلوس نافاريتي زوليتا (2004) - جايرو إنريكيز (2004) - نيستور أوتيرو (1 يناير 2005–31 ديسمبر 2005) - أوسكار هيكتور كوينتاباني (2006) - سانتياغو إسكوبار (1 يوليو 2006–31 ديسمبر 2006) - ألفارو دي خيسوس غوميز (2007) - كارلوس ريندون (2007) | - ميغيل أوقستو برنس (2007–08) - خورخي بيرموديز (2008) - برناردو ريدين (2008–09) - خورخي لويس برنال (25 مارس 2009–31 ديسمبر 2009) - هيرنان داريو هيريرا (2010) - خورخي لويس برنال (2010) - فلابيو توريس (10 يناير 2011–7 ديسمبر 2013) - خورخي لويس برنال (7 ديسمبر 2013–28 مايو 2014) - ويلسون جوتيريز (29 مايو 2014–14) - أوسكار هيكتور كوينتاباني (2015) - جيوفاني رويز (2015) - غييرمو بيريو (2015 - 2016) - خوسيه فرناندو سانتا (2016) - فلابيو توريس (2017 - 2018) - الكسيس غارسيا (2019 -) |

## روابط خارجية
- موقع ديبورتيفو باستو الرسمي
- صفحة ديبورتيفو باستو على DIMAYOR